# Sarsy-Pierwyje
Sarsy-Pierwyje (ros. Сарсы-Первые) – wieś (dieriewnia) w Rosji, w obwodzie swierdłowskim, w rejonie krasnoufimskim. W 2010 liczyła 483 mieszkańców, głównie Maryjczyków.